# Afzelius (släkt)
Afzelius är namnet på flera släkter, varav den med flest betydande medlemmar har sina rötter i Broddetorp i Västergötland.
Denna släkt härstammar från Afze Larsson (1635–1731), hemmansägare i Broddetorps by och socken i Skaraborgs län. Dennes son Lars Larsson (1669–1743), komminister i Dala och Borgunda, tog sig 1694 namnet Afzelius (en sammandragning av "Afze" och latinets filius, "son"). Släkten delade sig senare genom sonsonsönerna Erik (1740–1795) och Johan (1741–1815) i två huvudgrenar: Mariestadsgrenen och Tidavadsgrenen.
Afze Larssons dotter Kjerstin Afzesdotter fick en son Arvid (1714–1789), som även han upptog namnet Afzelius, och blev stamfar för Uppsalagrenen. En son till denne Arvid vid namn Pehr adlades 1815 von Afzelius. Den adliga ätten dog ut 1876.
Kjerstin Afzesdotters yngre son Per Persson blev far till Per (1751–1815), komminister i Falköping, som även han 1763 upptog namnet Afzelius. Av hans söner blev Lars Peter (1779–1847) stamfar för Alingsåsgrenen och Arvid August (1785–1871) stamfar för Enköpingsgrenen.
Följande personer tillhör släkten Afzelius från Broddetorp:
| Namn                            | Född | Död  | Övrigt |
| ------------------------------- | ---- | ---- | --- |
| Arvid Afzelius                  | 1714 | 1789 | Komminister i Larvs församling, Västergötland. Son till Kjerstin Afzesdotter och rusthållaren Per Arvidsson. Tog namnet Afzelius 1725.                |
| Adam Afzelius                   | 1750 | 1837 | Svensk botaniker, son till Arvid Afzelius och Catharina Brissman.                                                                                     |
| Per Afzelius                    | 1751 | 1803 | Präst i Broddetorp och Falköping. Son till Per Persson och sonson till Kjerstin Afzesdotter och rusthållaren Per Arvidsson. Tog namnet Afzelius 1763. |
| Johan Afzelius                  | 1753 | 1837 | Svensk kemist, son till Arvid Afzelius och Catharina Brissman.                                                                                        |
| Pehr von Afzelius               | 1760 | 1843 | Svensk läkare, generalinspektör över arméns sjukvård, förste arkiater. Son till Arvid Afzelius och Catharina Brissman. Adlades 1815.                  |
| Anders Erik Afzelius            | 1779 | 1850 | Svensk juridikprofessor, son till kyrkoherden Erik Afzelius i Mariestad                                                                               |
| Lars Peter Afzelius             | 1779 | 1847 | Svensk kontraktsprost och kyrkoherde, ledamot i riksdagens prästestånd, son till kyrkoherden Per Afzelius i Falköping.                                |
| Arvid August Afzelius           | 1785 | 1871 | Svensk författare, son till kyrkoherden Per Afzelius i Falköping                                                                                      |
| Fredrik Georg Afzelius          | 1812 | 1896 | Svensk författare, son till läkaren vid Dannemora gruvor Carl Johan Afzelius                                                                          |
| Artur Eijvin Anshelm Afzelius   | 1816 | 1900 | Svensk kyrkoherde och ledamot i riksdagens prästestånd                                                                                                |
| Anders Johan Afzelius           | 1817 | 1865 | Svensk författare |
| Carl Fridlef Astolf Afzelius    | 1842 | 1916 | Svensk apotekare |
| Johan Fredrik Ivar Afzelius     | 1848 | 1921 | Svenskt justitieråd, son till Fredrik Georg Afzelius                                                                                                  |
| Henrik Nicolai Clausen Afzelius | 1849 | 1914 | Svensk författare, publicerade bland annat Erik Benzelius d.ä. del 1-2, Stockholm 1897-1902                                                           |
| Jon Arvid Afzelius              | 1856 | 1918 | Publicerade bland annat Svensk-engelsk synonymbok, Stockholm 1911, Engelsk handelskorrespondens för handelsskolor och självstudier                    |
| Lars Peter Afzelius             | 1862 | 1934 | Svensk ämbetsman, sonson till prästen med samma namn                                                                                                  |
| Davida Afzelius-Bohlin          | 1866 | 1955 | Svensk sångerska |
| Bengt Afzelius                  | 1873 | 1944 | Svensk maskin- och värmetekniker |
| Gunnar Afzelius                 | 1878 | 1961 | Svensk jurist, son till Fridlef Afzelius |
| Viggo Afzelius                  | 1881 | 1955 | Dansk journalist, revyförfattare och tecknare |
| Johan Fredrik Axel Afzelius     | 1885 | 1955 | Svensk jurist; hovrättsråd, chef för justitiedepartementet, regeringsråd                                                                              |
| Märta Afzelius                  | 1887 | 1961 | Svensk textilkonstnär |
| Karl Afzelius                   | 1887 | 1971 | Svensk botaniker, son till Fridlef Afzelius |
| Sven Afzelius                   | 1893 | 1972 | Svensk jurist, son till Ivar Afzelius |
| Nils Afzelius                   | 1894 | 1970 | Svensk bibliotekarie och föreläsare (Bellman som folklig författare 1962), har publicerat bland annat Myt och bild / Studier i Bellmans dikt (1945)   |
| Birgit Afzelius-Wärnlöf         | 1899 | 1995 | Svensk scenograf och skådespelare |
| Adam Afzelius                   | 1905 | 1957 | Dansk historiker, professor vid Aarhus universitet |
| Björn Afzelius                  | 1925 | 2008 | Svensk zoolog, professor vid Stockholms universitet                                                                                                   |
| Jan Afzelius                    | 1929 | 2000 | Svensk konstnär, tecknare i Svenska Dagbladet och Dagens Nyheter                                                                                      |
| Lars Afzelius                   | 1936 | 2001 | Svensk marinzoolog |